# モルサン＝シュル＝オルジュ
モルサン＝シュル＝オルジュ （Morsang-sur-Orge）は、フランス、イル＝ド＝フランス地域圏、エソンヌ県のコミューン。パリの南約21マイルの距離にある。

## 由来
古い名であるラテン語のMurocinctus（壁）が進化したものである。その後Morcent、そしてMorsangとなった。現在の名でコミューンとなったのは1793年である。

## 歴史
モルサンの地はサン＝マリョワール修道院の所有だった。18世紀に封土はベルティエ・ド・ソヴィニーのものだった。モルサン＝シュル＝オルジュは、人間の尊厳の尊重し小人投げをやめるとして1995年10月27日に国務院を停止させたことで有名になった。

## 人口統計
| 1962年 | 1968年 | 1975年 | 1982年 | 1990年 | 1999年 | 2006年 |
| ------ | ------ | ------ | ------ | ------ | ------ | ------ |
| 8 604  | 15 258 | 20 156 | 20 332 | 19 401 | 19 326 | 21 717 |

sources            = Nombres retenus jusqu'en 1962 : base Cassini de l'EHESS. puis à partir de 1968 : Insee ·  · .